# John Hamburg
John Hamburg, född 26 maj 1970 i New York, är en amerikansk regissör och manusförfattare.

## Filmografi

### Regi
- 2004 – ...och så kom Polly

### Manus
- 2000 – Släkten är värst
- 2004 – Familjen är värre
- 2009 – I Love You, Man
- 2016 – Zoolander 2